# Reinhard Heydrich
Reinhard Tristan Eugen Heydrich (født 7. marts 1904 i Halle (Saale), død 4. juni 1942 i Prag) var leder af det tyske Reichssicherheitshauptamt (RSHA). Han var SS-Obergruppenführer (General). Han blev dræbt i et attentat i 1942 i Prag i Operation Anthropoid.

## Baggrund
Heydrichs mor, Elisabeth Krantz, var lærer i stemmetræning og klaverspil og en from katolik. Hendes far var direktør ved Det kongelige konservatorium i Dresden, en stilling hun håbede at overtage, men hendes to brødre forpurrede hendes planer. Hun var en streng mor og greb ofte til spanskrøret.
Heydrichs far, Bruno Heydrich, var oprindeligt protestant og en livsglad mand på 125 kilo. Han var direktør for musikkonservatoriet i Halle, som han havde grundlagt. Sommeren 1890 studerede han hos Cosima Wagner i Bayreuth, men havde hverken succes som operasanger eller komponist. Hans opera Amen blev uropført i Köln ni år før sønnen blev født. Prologen havde den profetiske titel: Reinhards forbrydelse. Den handlede om mord.
Der var en ældre søster, Maria (født 1901), og en ét år yngre bror, Heinz Siegfried. Børnene voksede op som katolikker i det protestantiske Halle, hvor de som jøderne udgjorde en minoritet. Musikkonservatoriet voksede fra 20 elever i 1901 til 400 i 1912. Reinhard var dygtig til at spille violin og cello, en lidenskab han bevarede hele livet. Som dreng var han genert, fysisk stærk og i meget god form. Han udmærkede sig som sportsmand, særligt ved fægtning og svømning, men blev regnet som en enspænder. Han var forvokset, lidt skeløjet og havde en fistelstemme, der gav ham øgenavnet Geden. Selv på toppen af sin karriere kviede han sig ved at tale offentligt af skræk for at blive til grin med sin stemme.
Fra 1922 til 1930 var han i marinen. Han blev afskediget for at have indledt et forhold til datteren af en indflydelsesrig mand og derefter at have forlovet sig med en anden ung kvinde, Lina von Osten fra Femern, som han havde mødt til en dansefest i Kiel. I sin skoletid i byen blev Lina overbevist nazist på et partimøde i 1929 og meldte sig ind i partiet. Heydrich delte ikke hendes begejstring; som marineofficer mente han at måtte holde sig uden for partipolitik.
To dage efter blev de forlovet, og han klippede avisannoncen om forlovelsen ud og sendte til kvinden, han havde lovet ægteskab. Hun fik nervesammenbrud: Heydrich havde tidligere overtalt hende til at overnatte hjemme hos sig i Kiel i stedet for på et hotel. Hendes far klagede til marinens overkommando. I æresretten indrømmede Heydrich, at han havde lært pigen at kende på et bal efter Kielerregattaen, men påstod at hun var dukket op på hans værelse af sig selv. Han kunne være sluppet fra det med en reprimande for "pigesjov", men viste en sådan uoprigtighed i sin forklaring og en foragtelig holdning til marinens æreskodeks, at kaptajnløjtnant Gustav Kleikamp besluttede at sende sagen videre til admiral Erich Raeder. Heydrich havde også tidligere opført sig upassende mod kvinder. Ved et besøg i den tyske klub i Barcelona i 1928 havde han teet sig sådan mod en ung dame i haven, at hun gav ham en øretæve og skrev en klage. Heydrich undgik dengang æresretten ved at komme med en officiel undskyldning, men han følte sig meget forurettet. Nu afsagde Raeder dommen: "Afsked i unåde". Ifølge Kleikamp var det en berettiget og korrekt afgørelse af komiteen. Kleikamp påpegede i 1950, at Heydrich da heller aldrig havde hævnet sig på komitémedlemmerne, som han nemt kunne have gjort. Det må betyde, at han var bange for mere snak om sagen; han må have gjort noget alvorligt. Dokumenterne fra sagen findes ikke mere, og Heydrich fik senere en stilling, hvor han nemt kunne få dem destrueret – men det er tankevækkende, at hverken kvinden eller hendes far nogensinde lod sig identificere.
Heydrich og Lina giftede sig 26. december 1931. Hun fortæller i sin selvbiografi, at få uger efter brylluppet anmeldte Heydrichs kammerater fra marinen ham til distriktslederen for NSDAP i Halle, fordi de mente, at han egentlig hed Süss til efternavn og var jøde. 6. juli 1932 skrev distriktslederen til Gregor Strasser at "der er grund til at tro, at Halle-manden som udpeges som vedkommendes far, er jøde". Allerede i 1926 var Heydrichs bror Heinz blevet nægtet medlemskab i en fægteklub i Dresden, fordi han blev regnet som jøde. Rygtet om, at familien var af jødisk ophav, kom til at forfølge Heydrich hele hans liv.

## Parti- og SS-karriere
1931 blev han medlem af NSDAP og SS. Den 1. marts 1934 blev han Gruppenführer. Han deltog i opbygningen af sikkerhedstjenesten (SD). Fra 1936 var han chef for sikkerhedspolitiet (SIPO) og SD (CS-SD). Han baserede sin angiverstat på Loven om ondsindethed af 20. december 1934, som gjorde det strafbart at fremføre påstande egnet til at undergrave tilliden til partiledelsen. Alene i 1937 blev 17.168 anmeldt efter denne lov.
Efter NSDAP's magtovertagelse hjalp Heydrich Hitler med at fremgrave hemmeligheder om politiske modstandere, og han opbyggede efterhånden et stort arkiv. SD's udenrigschef Walter Schellenberg hævder, at Heydrich straks fik øje på et andet menneskes svagheder og "registrerede dem både i sin egen fænomenale hukommelse og i sit kartotek", der også omfattede partifæller. Specielt holdt han mulighederne åbne for, at Hitlers farfar kunne være jøde, og at der kunne være jødisk blod i Himmlers slægt. Joseph Goebbels' sidespring og Hermann Görings frådseri og korruption blev også behørigt noteret. Heydrich gik så langt, at han åbnede bordel Salon Kitty i Giesebrechtstrasse 11 i Berlin, hvor alle værelser blev aflyttet, i håb om at de prostituerede kunne aflokke de celebre gæster betroelser, han kunne drage nytte af; men det kom der dog aldrig noget ud af.
Som chef forlangte Heydrich, at medarbejderne fulgte ham ud på i Berlins knejper og bordeller. Det syntes de dårligt om, da han var uberegnelig, når han drak, og var ilde anset af de prostituerede. Derfor behøvede han sine underordnede til at forhandle med dem.
Heyrich var dus med Ernst Röhm, der var fadder til hans ældste søn Klaus. Trods det var Heydrich en vigtig brik i spillet, som førte til De lange knives nat og likvideringen af Röhm i 1934. Heydrich skal have fremstillet et "bevis" på, at Röhm havde modtaget 12 millioner Mark fra Frankrig for at tage magten fra Hitler ved et statskup.
I 1935 traf Carl Jacob Burckhardt fra Røde Kors i Schweiz Heydrich hjemme hos hertugen af Coburg, far til den svenske arveprinsesse Sibylla, for at skaffe Røde Kors adgang til tyske koncentrationslejre. Tyskerne tillod kun samtaler mellem fanger og Røde Kors med SS-vogtere til stede. Det kunne Burckhardt ikke acceptere. Han beskriver Heydrich sådan: "Et par mongoløjne kiggede frem fra det skarpe, blege og asymmetriske ansigt, hvor de to ansigtshalvdele virkede helt ulige." Hans hænder var "prærafaelitiske, liljehvide hænder, som skabt for langsom kvælning". Uden videre oplyste han Burckhardt om, at "i Deres land hersker frimurerne", som han mente var "redskaber for jødernes hævn. Bagest i deres templer står en galge foran et sort forhæng, der tildækker det allerhelligste(...) Bag forhænget står det ene ord Jahve, det er nok." Han begyndte nu at blive ophidset. Bare én gang så han Burckhardt ind i øjnene i en brøkdel af et sekund: "Det var to personer, der så på mig samtidigt." Og ønsket om et besøg i lejrene efter eget valg blev afvist: "De besøger nøjagtigt de lejre, som vi foreslår." Heydrich forlod selskabet med en bitter afsked: "Meget senere kommer man til at takke os for, hvad vi har påtaget os." Burckhardt sad tilbage med indtryk af at have mødt "en ung, ond dødsgud".
I 1938 efter Anschluss sendte han Adolf Eichmann til Wien for at organisere forfølgelse og udvisning af jøder.

## Anden verdenskrig
I 1939 blev han chef for RSHA (Reichssicherheitshauptamt), hvor alle hemmelige tjenester i SS var samlede. Han organiserede det tilsyneladende polske overfald på den tyske radiosender Gleiwitz 31. august 1939, som gav Hitler påskud for Tysklands angreb på Polen 1. september. Overfaldet er den udløsende faktor til 2. verdenskrig. I Polen ledede han oprettelsen af ghettoer. I en kort periode tjenestegjorde han som pilot i Luftwaffe og vandt flere udmærkelser for tapperhed: Jernkorset af 1. og 2.klasse, frontkæmpermedaljen og såret-mærket. Under erobringen af Norge fløj han et ME109. Under invasionen af Frankrig fløj han mod piloter fra Royal Air Force over Nederland og Belgien. Da Rudolf Hess fløj mod Storbritannien, var Heydrich på vingerne i samme område. I slutningen af 1941 blev han skudt ned af sovjetisk luftværn og svømmede over en flod for at undslippe russerne. Himmler nedlagde derefter forbud mod at han fløj, da han var blevet for værdifuld til at gå tabt ved en ulykke. Heydrichs største opgave var i 1941 Endlösung der Judenfrage (= den endelige løsning på jødespørgsmålet). I 1942 organiserede han Wannsee-konferencen, hvor jødeudryddelserne blev planlagt og koordineret.

### Heydrich i Skandinavien
Heydrich var med på et tysk fægtehold i Danmark  og deltog på jagtture på Lindenborg i Nordjylland inviteret af grev Heinrich Carl Schimmelmann, der var både dansk og tysk statsborger, og som støttede den nazistiske avis Fædrelandet.
Heydrich deltog som jagerflyver i Norge i 1940 og var en tid stationeret i Kristiansand.  13. maj 1940 væltede han med en Messerschmitt-flyvemaskine under starten i Stavanger. Han gav gas for tidligt og blev hjulpet ud af vraget med en skadet venstre arm; flyet måtte kasseres. Onsdag 3. september 1941 rejste han igen til Norge efter invitation af Josef Terboven. I løbet af et tre dages ophold inspicerede Heydrich fangerne i lejren Grini og den tyske æreskirkegård på Ekeberg i Oslo. 8. september brød mælkestrejken  ud blandt Oslos jernbanearbejdere. 10. september erklærede Terboven militær undtagelsestilstand. Fagforeningsmanden Viggo Hansteen og den hovedtillidsvalgte Rolf Wickstrøm blev arresteret og senere samme dag dømt til døden ved en standret og henrettet ved skydning. Heydrich skrev den 13. september til Joachim von Ribbentrop: "De tiltag, som er truffet indenfor rammen af undtagelsestilstanden, særlig standretsdommene, har haft en overordentlig ædrueliggørende virkning. Befolkningen er ramt og fatter nu først rigtigt alvoren." 

### Vaclav-kronens “forbandelse”
I september 1941 blev Heydrich udnævnt til stedfortrædende statholder i protektoratet Böhmen und Mähren. Hans forgænger Konstantin von Neurath blev afsat, fordi Hitler mente, han ikke var hård nok. Heydrich fungerede som diktator i de besatte områder. Han var overbevist om, at den tjekkiske befolkning var så kuet, at han trygt kunne køre rundt i en åben bil uden livvagter.
I Sankt Vitus-katedralen i Prag opbevares Vaclav-kronen fra 900-tallet smykket med et juvelbesat kors og en torn fra Kristi tornekrone. Kronen menes at have følgende forbandelse: "Den, der uretmæssigt sætter kronen på sit hoved, vil inden et år lide en voldsom død, og derefter vil det samme ramme hans søn." 19. november 1941 besøgte Heydrich sammen med præsident Emil Hacha Sankt Vaclav-kapellet. Provokeret af forbandelsen og tjekkernes nærvær skal Heydrich have placeret kronen på sit hoved. Nogen tror, at forbandelsen slog til: Inden for et år blev han han likvideret, og hans ældste søn Klaus (f. 1933) cyklede 24. oktober 1943 forbi SS-vagten, mens porten til slottet Jungfern-Breschan  stod åben og blev kørt ned af en lastbil, der var på vej med fodboldspillere efter søndagens kamp. Drengen døde af skaderne samme dag. Chaufføren Karel Kaspar kunne ikke lastes for ulykken.
Lina Heydrich udtalte senere, at hun troede, hendes mand ventede at dø ung og derfor ofte tog store chancer, som da han var i Luftwaffe. Hun mente, han ville sikre, at hans død skete på dramatisk vis. Sammen fik de sønnerne Klaus og Heider og døtrene Silke (f. 9. april 1939) og Marte, født natten til den 23. juli 1942, efter sin fars død. Heydrich skal have stillet sig ret ligegyldigt over for sine sønner, som han planlagde at dyrke sport sammen med, når de blev ældre, mens han var meget optaget af sin yndling Silke.
I april 1945 flygtede Lina Heydrich for Den røde Hær og lejede Kaspar, der havde kørt hendes ældste søn ihjel, til at fragte hendes ejendele til hendes hjemstavn på Fehmern. Fra 1953 modtog hun pension som enke efter en general faldet i aktiv tjeneste. Tjekkiske myndigheder prøvede forgæves at få hende udleveret fra den britiske sektor og dømte hende i oktober 1947 in absentia til livsvarigt fængsel. På en ferie i Finland i 1965 mødte hun teaterdirektør Mauno Manninen, nevø af Jean Sibelius og død i 1969. Åbenbart giftede de sig, så hun fik skiftet efternavn.  Lina drev Heydrichs tidligere sommerhus på Fehmern som et spisested, indtil det nedbrændte i februar 1969.  Hun lod sig interviewe af en række historikere, og udgav i 1976 sin selvbiografi, Leben mit einem Kriegsverbrecher.  Lina Heydrich døde 14. august 1985. Hun påstod, at Heydrich ikke havde "problemer med jøderne politisk eller socialt. Men det var i sjælen, i psyken, at jøderne var virkelig uudholdelige, både for ham og mig." 

## Likvidering
27. maj 1942 blev han offer for et attentat planlagt af den tjekkiske eksilregering i London. Datoen for attentatet var sat til 28.oktober 1941 (årsdagen for oprettelsen af den tjekkoslovakiske republik). Kodenavnet var aktion Antropoid og var anset som en selvmordsaktion. Teamet bestod af lederen Adolf Opálka, Josef Valcik, Jan Kubis og Jozef Gabzik. De var trænede i Storbritannien. To af dem lagde sig i baghold i Prag-forstaden Liben, hvor Heydrichs bil måtte sætte farten ned i et sving. Gabcik prøvede at skyde med sin stengun-maskinpistol, men den var gået i baglås. Chaufføren, SS-Oberscharführer Klein, standsede og trak sit våben i den tro, at der kun var én attentatmand. Det gav Kubis muligheden for at kaste en antitank-granat mod bilen. Den traf kun det højre baghjul, men eksplosionen var så kraftig, at nogle splinter trængte gennem sædet og sårede Heydrich i ryggen. Han blev bragt til Bulovka-sygehuset, hvor professor Walter Dick senere samme dag rapporterede til Himmler, at der ikke var skade på rygmarven, men at projektilet havde "knust elleve ribben, åbnet brysthulen, revet bughinden op og var blevet siddende i milten. Sårkanalen indeholder talrige hår og fibre, åbenbart polstringsmateriale. Fare for lunge- og bughindebetændelse. Vi opererede for at fjerne milten." Himmler sendte sine bedste læger, for professor Dick var ikke rigstysker og blev derfor nægtet videre adgang til patienten; Heydrich døde under store smerter på sygehuset 4. juni 1942. I sygejournalen er "sårinfektion" opført som dødsårsag. Da Himmler besøgte ham på dødslejet, citerede Heydrich fra sin fars opera Lirekassebarnet: "Ja, verden er kun en lirekasse, som Vorherre selv drejer; og enhver må danse efter den sang, der for øjeblikket står på valsen." 
Heydrich lå på lit de parade først på slottet i Prag; dernæst i mosaikrummet i Rigskancelliet i Berlin, flankeret af flammende fakler og et SS-flag. Begravelsen på Invalidenfriedhof i Berlin blev direktesendt over Grossdeutscher Rundfunk, og det tyske statsorkester spillede Horst-Wessel-Lied, begravelsesmarchen fra Wagners Götterdämmerung og soldathymnen Ich hatt' einen Kameraden fra napoleonskrigenes dage. Den var den eneste sang - bortset fra nationalsangen - hvor soldaterne gjorde honnør.  Hitler deltog i den storslåede statsbegravelse og lagde personligt de to høje udmærkelser Den germanske orden og Blutorden på puden, hvor Heydrichs andre udmærkelser lå. Hitler roste Heydrich som "manden med et hjerte af jern", og sagde om tildelingen af Den germanske orden: "Efter partikammerat Todt, er du den anden, der modtager denne udmærkelse." (Her sagde Hitler "du" til den afdøde, hvor han utvivlsomt sagde "De" til den levende Heydrich.)  Han blev stedt til hvile ved siden af general Tauentzien. Stedet blev markeret med en enkel markør af træ, da der skulle rejses en sarkofag til hans ære, udført af Arno Breker. Det blev også sagt, at Heydrich senere skulle overføres til en gravplads viet til SS, en Totenhain (= "dødelund"). Men hverken hans sarkofag eller "dødelunden" blev nogensinde realiteter. Også gravmarkøren forsvandt. 
I hele protektoratet fik gader og torve nye navne til hans ære. På årsdagen for likvideringen blev der sat en buste op af ham på attentatstedet med permanente æresvagter. Alle, der gik forbi, måtte tage hatten af som tegn på respekt. Busten blev fjernet efter krigen. Heydrich blev erstattet af Ernst Kaltenbrunner som chef for RSHA, og af Karl Hermann Frank som protektor.
Attentatmændene blev senere fundet i krypten i Karl-Borromäus-kirken i Prag, hvor de begik selvmord for at undgå Gestapo. 10. juni 1942 udførte SS en gengældelsesaktion mod landsbyen Lidice, hvor alle mandlige indbyggere over 15 år blev dræbt, og kvinder og børn deporteret til koncentrationslejre. To uger efter ødelæggelsen af Lidice blev også landsbyen Lezaky ødelagt, fordi en radiosender havde stået i et stenbrud i nærheden. Landsbyens 33 voksne indbyggere blev skudt, og to børn sendt til germanisering; resten af børnene forsvandt.

## Påstande om jødisk afstamning
Der verserede rygter om, at en af Heydrichs bedsteforældre var jødisk. Hans farmor, Ernestine Wilhelmine Lindner, fik i sit første ægteskab med Reinhold Heydrich flere børn, deriblandt Heydrichs far. Som enke giftede hun sig igen med en låsesmed Gustav Robert Süss. Han var som sine forældre medlem af den evangelisk-lutherske menighed og altså ikke jøde, men Süss er et jødisk efternavn som i Lion Feuchtwangers roman Jud Süss fra 1926.

### Aktion Reinhardt
Aktion Reinhardt blev ikke opkaldt efter Heydrich. Han hed jo også Reinhard uden t. De tre udryddelseslejre Belzec, Treblinka og Sobibór, som aktionen omfattede, var i drift i tidligt forår 1942, før hans død. På dokumenter fra Herman Höfles kontor i Lublin er aktionen konsekvent fejlstavet som Reinhart, altså en tredje stavemåde, hvad der sandsynligvis skyldes Höfles problemer med retskrivning.